# Silec (jezioro)
Jezioro Silec – jezioro polodowcowe położone na północny zachód od wsi Silec, na terenie gminy Srokowo, powiat kętrzyński, województwo warmińsko-mazurskie. Dorzecze Liwny.
Jezioro położone jest na wschód od drogi Solanka – Srokowo. Jest to jezioro moreny dennej, o kształcie okrągłym. Jezioro ma długość 1,6 km, a szerokość do 1,3 km. Maksymalna głębokość jeziora wynosi 14 m. Brzegi jeziora porośnięte są roślinnością nabrzeżną. Jezioro zasilane jest ciekiem wodnym odprowadzającym wodę z Jeziora Długiego. Na wschód od Jeziora Silec znajduje się Jezioro Mamry.